# 乔治·斯托克斯
乔治·加布里埃尔·斯托克斯爵士，第一代從男爵，FRS（英語：Sir George Gabriel Stokes, 1st Baronet，1819年8月13日—1903年2月1日），愛爾蘭數學家和物理學家，就讀和任教於劍橋大學，主要貢獻在流體動力學（如纳维-斯托克斯方程）、光學和數學物理學（如斯托克斯公式）。他曾任皇家學會秘書和會長。

## 生平
他出生在新教徒家庭，父親是愛爾蘭斯萊戈郡斯克林教區牧師Reverend Gabriel Stokes。先後於Skreen、都柏林、布里斯托尔就讀，1837年考入劍橋大學彭布羅克學院。四年後以最高分畢業，並獲得史密斯獎。
1849年獲盧卡斯數學教授席位，1854年出任皇家學會秘書，1885–1890年期間出任會長。1889年被封為從男爵。1899年6月1日，他任盧卡斯教授50周年，劍橋大學舉行了盛大慶祝會，校監向他頒發金牌。

## 科學貢獻

### 流體動力學
1842至1843年，他刊出第一批論文，題目關於不可壓縮流體的穩定流動。其後在1845年，他就流體流動的摩擦力及彈性固體的平衡和運動發表論文，在1850年探討流體的內部摩擦力對擺運動的影響。他亦曾就聲音的理論作出貢獻，如風對聲音強度的影響。他的研究標誌着流體動力學新里程，不但有助解釋自然現象（如空中雲的運動、水中漾和浪的運動等），更有助解決技術問題，如水在河和管道的流動和船隻的表面阻力等。

### 光學
在光波理論方面他貢獻良多。他有關光行差的研究於1845至1846年間發表。1848年發表了有關光譜的研究。1849年，衍射的動力理論，證明了偏振面與傳播方向必須成正角。

### 螢光

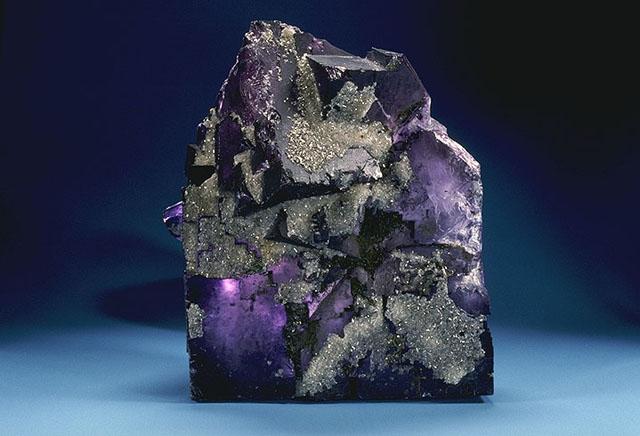
萤石

1852年，在他有關光波長的論文中，他描述了萤石和鈾玻璃的螢光現象，他認為該些物質可將不可見的紫外線，轉化為波長較長的可見光。描述有關物理現象的斯托克斯位移就是以他的名字命名。

### 偏振

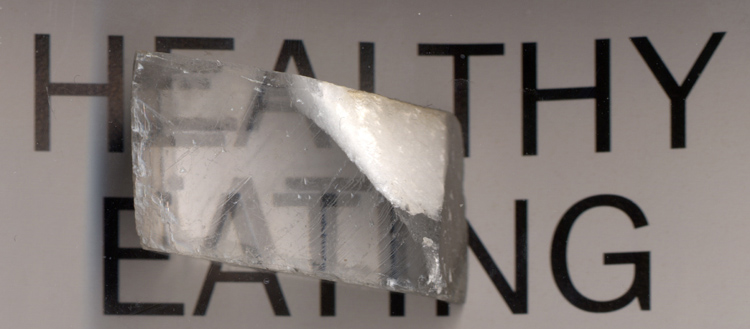
利用方解石結晶體做出双折射現象

同樣在1852年，他發表論文，討論不同偏振光線的構成和分解。1853年，他對由非金屬物質所發出具金屬性質的反射進行研究，探討了光的偏振現象。約在1860年，他深入研究由金屬板反射出來或穿過一疊薄金屬板的光線的強度。1862年，他為英國科學促進協會撰寫了一份關於双折射的報告，關於結晶的不同軸有不同折射率的現象，包括冰洲石、透明方解石等。

## 著作
斯托克斯的數學和物理論文結集成五冊出版，首三冊（劍橋，1880年、1883年和1901年）由他親自編輯，而餘下的兩冊（劍橋，1904年和1905年）則由英國數學家和物理學家约瑟夫·拉莫尔負責編輯。